# Amstel Gold Race 2001
L'Amstel Gold Race 2001 fou la 36a edició de l'Amstel Gold Race. La cursa es disputà el 28 d'abril de 2001, sent el vencedor final el neerlandès Erik Dekker, que s'imposà a l'esprint al seu company d'escapada en la meta de Maastricht.
190 ciclistes hi van prendre part, acabant la cursa 37 d'ells.

## Classificació final
|    | Ciclista          | Equip            | Temps      |
| -- | ----------------- | ---------------- | ---------- |
| 1  | Erik Dekker       | Rabobank ProTeam | 6h 39' 13" |
| 2  | Lance Armstrong   | US Postal        | m. t.      |
| 3  | Serge Baguet      | Lotto            | + 17"      |
| 4  | Markus Zberg      | Rabobank ProTeam | m. t.      |
| 5  | Johan Museeuw     | Domo-Farm Frites | m. t.      |
| 6  | Peter Van Petegem | Mercury-Viatel   | + 20"      |
| 7  | Michele Bartoli   | Fassa Bortolo    | m. t.      |
| 8  | Davide Rebellin   | Liquigas-Pata    | m. t.      |
| 9  | Michael Boogerd   | Rabobank ProTeam | m. t.      |
| 10 | Chris Peers       | Cofidis          | m. t.      |